# Cenários de alterações climáticas
Cenários de alterações climáticas ou cenários socioeconómicos são projeções de emissões futuras de gases de efeito estufa (GEE) usadas por analistas para avaliar a vulnerabilidade futura às alterações climáticas. Cenários e caminhos são criados por cientistas para investigar quaisquer rotas de longo prazo e explorar a eficácia da mitigação e ajuda-nos a entender o que o futuro pode reservar, isso permitir-nos-á visualizar o futuro do sistema ambiental humano. A produção de cenários requer estimativas de futuros níveis populacionais, atividade económica, estrutura de governança, valores sociais e padrões de mudança tecnológica. A modelagem económica e energética (como os modelos World3 ou POLES ) pode ser usada para analisar e quantificar os efeitos de tais fatores.

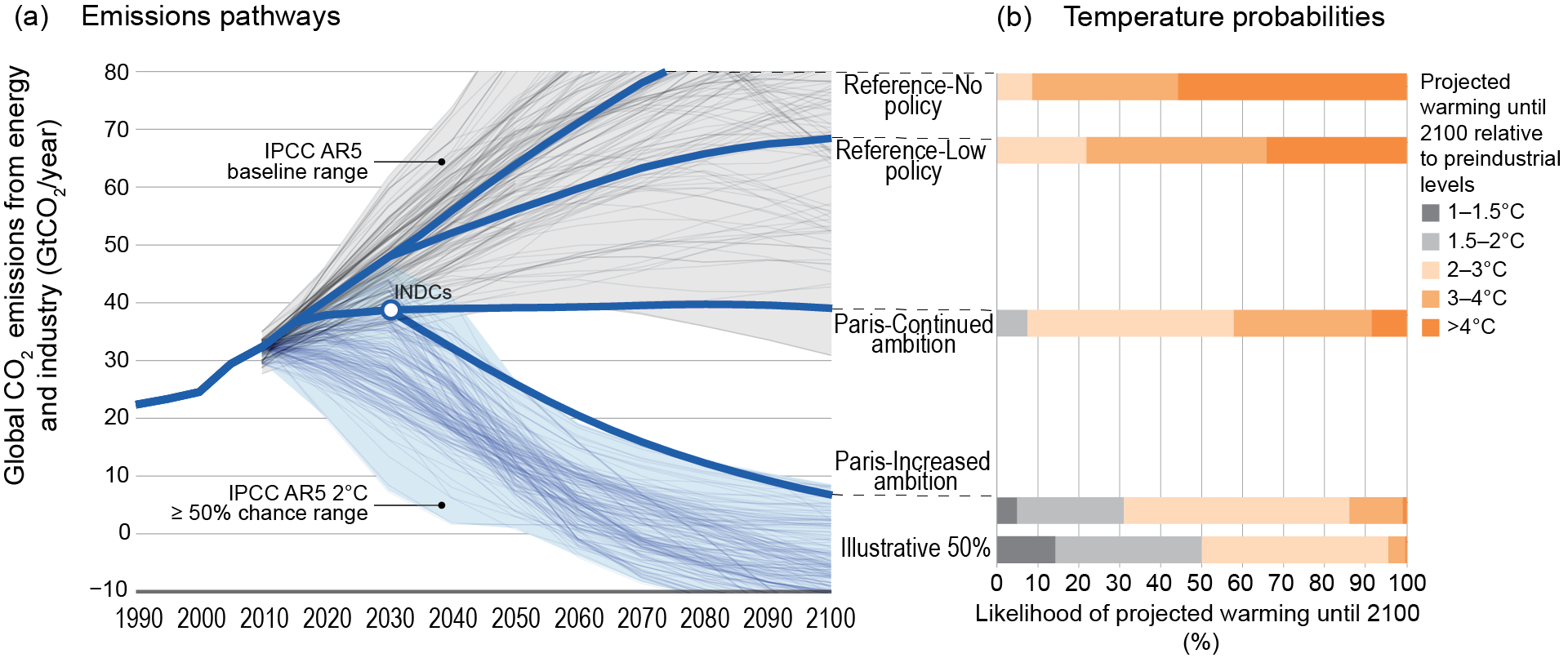
Emissões globais de CO_{2} e resultados probabilísticos de temperatura de diferentes políticas

Os cientistas podem desenvolver cenários de alterações climáticas internacionais, regionais e nacionais separados. Esses cenários são projetados para ajudar as partes interessadas a entender que tipos de decisões terão efeitos significativos na mitigação ou adaptação às alterações climáticas. A maioria dos países que desenvolvem planos de adaptação ou Contribuições Nacionalmente Determinadas encomendará estudos de cenário para melhor compreender as decisões disponíveis.
As metas internacionais para mitigar as alterações climáticas por meio de processos internacionais como o Painel Intergovernamental para as Alterações Climáticas (IPCC), o Acordo de Paris e o  Objetivo de Desenvolvimento Sustentável 13 ("Tomar medidas urgentes para combater as alterações climáticas e os seus impactos") são baseadas em revisões desses cenários. Por exemplo, o Relatório Especial sobre Aquecimento Global de 1,5°C foi lançado em 2018 para refletir modelos mais atualizados de emissões, Contribuições Nacionalmente Determinadas e impactos das alterações climáticas do que o seu antecessor Quinto Relatório de Avaliação do IPCC publicado em 2014 antes o Acordo de Paris.

## Cenários de emissões

### Cenários de futuros globais
Esses cenários podem ser pensados como histórias de futuros possíveis. Eles permitem a descrição de fatores de difícil quantificação, como governança, estruturas sociais e instituições. Morita et ai. avaliou a literatura sobre cenários futuros globais. Eles encontraram uma variedade considerável entre os cenários, desde variantes de desenvolvimento sustentável até ao colapso de sistemas sociais, económicos e ambientais. Na maioria dos estudos, as seguintes relações foram encontradas:
- Aumento de GEE: Isto foi associado a cenários com uma economia pós-industrial em crescimento com globalização, principalmente com baixa intervenção governamental e geralmente altos níveis de concorrência. A igualdade de rendimento diminuiu dentro das nações, mas não havia um padrão claro de equidade social ou igualdade de rendimento internacional.
- GEE em queda: Em alguns destes cenários, o PIB aumentou. Outros cenários mostraram atividade económica limitada em um nível ecologicamente sustentável. Cenários com queda de emissões tiveram um alto nível de intervenção governamental na economia. A maioria dos cenários mostrou maior equidade social e igualdade de rendimento dentro e entre as nações.

Morita et ai. (2001) observou que essas relações não eram prova de causalidade.
Não foram encontrados padrões fortes na relação entre atividade económica e emissões de GEE. O crescimento económico mostrou-se compatível com o aumento ou diminuição das emissões de GEE. No último caso, o crescimento das emissões é mediado pelo aumento da eficiência energética, mudanças para fontes de energia não fósseis e/ou mudanças para uma economia pós-industrial (baseada em serviços).

### Tendências de desenvolvimento
Na produção de cenários, uma consideração importante é como o desenvolvimento social e económico irá progredir nos países em desenvolvimento. Se, por exemplo, os países em desenvolvimento seguissem um caminho de desenvolvimento semelhante aos atuais países industrializados, isso poderia levar a um aumento muito grande nas emissões. As emissões não dependem apenas da taxa de crescimento da economia. Outros fatores incluem as mudanças estruturais no sistema de produção, padrões tecnológicos em setores como energia, distribuição geográfica dos povoados humanos e estruturas urbanas (isso afeta, por exemplo, as necessidades de transporte), padrões de consumo (por exemplo, padrões de habitação, atividades de lazer, etc.) e padrões de comércio, o grau de protecionismo e a criação de blocos comerciais regionais podem afetar a disponibilidade de tecnologia.

### Cenários de linha de base
Um cenário de linha de base é usado como referência para comparação com um cenário alternativo, por exemplo, um cenário de mitigação. Ao avaliar a literatura de cenários de linha de base, Fisher et al., verificou-se que as projeções de emissões de CO2 da linha de base cobriam uma grande faixa. Nos Estados Unidos, as centrais de energia elétrica emitem cerca de 2,4 mil milhões de toneladas de dióxido de carbono (CO2) por ano, ou cerca de 40% das emissões totais do país. A EPA deu os primeiros passos importantes ao estabelecer padrões que reduzirão a poluição de carbono de automóveis e camiões quase pela metade até 2025 e ao propor padrões para limitar a poluição de carbono de novas centrais de energia.
Os fatores que afetam essas projeções de emissões são:
- Projeções populacionais: Todos os outros fatores sendo iguais, projeções populacionais mais baixas resultam em projeções de emissões mais baixas.
- Desenvolvimento económico: A atividade económica é um fator dominante da procura de energia e, portanto, das emissões de GEE.
- Uso de energia: As mudanças futuras nos sistemas de energia são um determinante fundamental das futuras emissões de GEE.
  - Intensidade energética: Esta é a oferta total de energia primária (TPES) por unidade de PIB.[8] Em todas as avaliações de cenários de linha de base, a intensidade energética foi projetada para melhorar significativamente ao longo do século XXI. A faixa de incerteza na intensidade de energia projetada foi grande (Fisher et al. 2007).
  - Intensidade de carbono: Esta é a emissão de CO2 por unidade de TPES. Comparado com outros cenários, Fisher et al. (2007) constataram que a intensidade de carbono foi mais constante em cenários onde nenhuma política climática havia sido assumida. A faixa de incerteza na intensidade de carbono projetada foi grande. Na extremidade superior da faixa, alguns cenários continham a projeção de que tecnologias energéticas sem emissões de CO2 se tornariam competitivas sem política climática. Essas projeções foram baseadas na suposição de aumento dos preços dos combustíveis fósseis e rápido progresso tecnológico em tecnologias livres de carbono. Cenários com baixa melhoria na intensidade de carbono coincidiram com cenários que tiveram uma grande base de combustíveis fósseis, menor resistência ao consumo de carvão ou menores taxas de desenvolvimento de tecnologia para tecnologias livres de fósseis.
- Mudança no uso do solo: A mudança no uso do solo desempenha um papel importante nas alterações climáticas, impactando nas emissões, sequestro e albedo. Um dos fatores dominantes na mudança do uso do solo é a procura por alimentos. A população e o crescimento económico são os motores mais significativos da procura de alimentos.[9]

## Projeções de emissões quantitativas
Foi produzida uma vasta gama de projeções quantitativas das emissões de gases de efeito de estufa. Os cenários "SRES" são cenários de emissões "de linha de base" (ou seja, eles assumem que nenhum esforço futuro é feito para limitar as emissões), e têm sido frequentemente usados na literatura científica (ver Relatório Especial sobre Cenários de Emissões para detalhes).[Eliminar referência 14]

### Estudos individuais
No cenário de referência do World Energy Outlook 2004, a Agência Internacional de Energia projetou futuras emissões de CO2 relacionadas com a energia. As emissões foram projetadas para aumentar em 62% entre os anos de 2002 e 2030. Isto fica entre as estimativas dos cenários SRES A1 e B2 de +101% e +55%, respectivamente. Como parte do Quarto Relatório de Avaliação do IPCC, Sims et al. (2007) comparou vários cenários de linha de base e de mitigação até ao ano de 2030. Os cenários de linha de base incluíram o cenário de referência do World Energy Outlook 2006 da IEA (WEO 2006), SRES A1, SRES B2 e o cenário de referência ABARE. Os cenários de mitigação incluíram a política alternativa do WEO 2006, a ABARE Global Technology e a ABARE Global Technology + CCS. As emissões totais projetadas relacionadas com a energia em 2030 (medidas em Gt CO2-eq) foram 40,4 para o cenário de referência IEA WEO 2006, 58,3 para o cenário de referência ABARE, 52,6 para o cenário SRES A1 e 37,5 para o cenário SRES B2. As emissões para os cenários de mitigação foram de 34,1 para o cenário de Política Alternativa IEA WEO 2006, 51,7 para o cenário de Tecnologia Global ABARE e 49,5 para o cenário de Tecnologia Global ABARE + CCS.
Garnaut et ai. (2008) fez uma projeção das emissões de CO2 de combustível fóssil para o período 2005-2030. A sua taxa de crescimento anual projetada "business as usual" foi de 3,1% para este período. Isto compara-se com 2,5% para o cenário de emissões SRES A1FI com uso intensivo de combustível fóssil, 2,0% para o cenário mediano SRES (definido por Garnaut et al. (2008) como a mediana para cada variável e cada década dos quatro cenários marcadores SRES), e 1,6% para o cenário SRES B1. Garnaut et ai. (2008) também se referiu a projeções para o mesmo período de: Programa Científico de Alterações Climáticas dos EUA (2,7% máx. e 2,0% média), Perspectivas Económicas Mundiais de 2007 do Fundo Monetário Internacional (2,5%), Fórum de Modelagem de Energia (2,4 % max, 1,7% média), US Energy Information Administration (2,2% alto, 1,8% médio e 1,4% baixo), IEA's World Energy Outlook 2007 (2,1% alto, 1,8 caso base) e o caso base do modelo Nordhaus (1,3%).
O cenário central da publicação da Agência Internacional de Energia World Energy Outlook 2011 projeta um aumento contínuo no 
CO2 relacionado com as emissões de energia global 
CO2, com as emissões a cehgar a 36,4Gt no ano de 2035. Este é um aumento de 20% nas emissões em relação ao nível de 2010.

### Relatório de síntese do PNUA 2011
O Programa das Nações Unidas para o Ambiente (PNUA, 2011):7 analisou como as emissões mundiais podem desenvolver-se até oaoano de 2020, dependendo de diferentes decisões políticas. Para produzir o seu relatório, PNUA (2011):8 convocou 55 cientistas e especialistas de 28 grupos científicos em 15 países.
As projeções, assumindo que não há novos esforços para reduzir as emissões ou com base na tendência hipotética "business-as-usual", sugeriram emissões globais em 2020 de 56gigatoneladas 
CO2-equivalente (Gt 
CO2-eq), com um intervalo de 55-59Gt 
CO2-eq.:12 Ao adotar uma linha de base diferente onde as promessas do Acordo de Copenhaga foram cumpridas na sua forma mais ambiciosa, a emissão global projetada para 2020 ainda atingirá as 50 gigatoneladas 
CO2. Continuando com a tendência atual, principalmente no caso da forma de baixa ambição, exista a expectativa de aumento de temperatura de 3° Celsius até ao final do século, o que se estima trazer graves consequências ambientais, económicas e sociais. Por exemplo, a temperatura do ar mais quente e a evapotranspiração resultante podem levar a tempestades maiores e maior risco de inundações repentinas.
Outras projeções consideraram o efeito sobre as emissões de políticas apresentadas pelas Partes da CQNUAC para lidar com as alterações climáticas. Assumir esforços mais rigorosos para limitar as emissões levam a emissões globais projetadas em 2020 entre 49-52Gt 
CO2-eq, com uma estimativa mediana de 51Gt 
CO2-eq.:12 Assumir esforços menos rigorosos para limitar as emissões levam a emissões globais projetadas em 2020 entre 53-57Gt 
CO2-eq, com uma estimativa mediana de 55Gt 
CO2-eq.:12

## Projeções (de alterações) climáticas nacionais
As projeções (de alteranções) climáticas nacionais (também denominadas "cenários climáticos nacionais" ou "avaliação climática nacional") são projeções climáticas regionais especializadas, normalmente produzidas para e por países individuais. O que distingue as projeções climáticas nacionais de outras projeções climáticas é que elas são oficialmente assinadas pelo governo nacional, sendo assim a base nacional relevante para o planeamento da adaptação. As projeções climáticas são comumente produzidas ao longo de vários anos pelos serviços meteorológicos nacionais dos países ou por instituições académicas que trabalham com alterações climáticas.
Normalmente distribuídas como um único produto, as projeções climáticas condensam informações de vários modelos climáticos, usando várias vias de emissão de gases de efeito de estufa (por exemplo, Trajetórias de Concentração Representativas) para caracterizar futuros climáticos diferentes, porém coerentes. Tal produto destaca alterações climáticas plausíveis por meio do uso de narrativas, gráficos, mapas e talvez dados brutos. As projeções climáticas geralmente estão disponíveis publicamente para formuladores de políticas, tomadores de decisão públicos e privados, bem como investigadores para realizar mais estudos de impacto climático, avaliações de risco e pesquisas de adaptação às alterações climáticas. As projeções são atualizadas a cada poucos anos, a fim de incorporar novas abordagens científicas e modelos climáticos aprimorados.

### Objetivos
As projeções climáticas nacionais ilustram mudanças plausíveis no clima de um país no futuro. Ao usar vários cenários de emissão, estas projeções destacam o impacto que diferentes esforços globais de mitigação têm nas variáveis, incluindo temperatura, precipitação e horas de sol. Os cientistas do clima recomendam fortemente o uso de vários cenários de emissão para garantir que as decisões sejam robustas a uma série de alterações climáticas. As projeções climáticas nacionais formam a base dos planos nacionais de adaptação ao clima e resiliência climática, que são relatados à CQNUAC e usados nas avaliações do IPCC.

### Projeto
Para explorar uma ampla gama de resultados climáticos plausíveis e aumentar a confiança nas projeções, as projeções nacionais de alterações climáticas são frequentemente geradas a partir de vários modelos de circulação geral (GCM). Tais conjuntos climáticos podem assumir a forma de conjuntos de física perturbada (PPE), conjuntos multi-modelo (MME) ou conjuntos de condição inicial (ICE). Como a resolução espacial dos GCM subjacentes é tipicamente bastante grosseira, as projeções são frequentemente reduzidas, seja dinamicamente usando modelos climáticos regionais (RCM) ou estatisticamente. Algumas projeções incluem dados de áreas maiores do que as fronteiras nacionais, por exemplo, para avaliar mais plenamente as áreas de captação de rios transfronteiriços. Alguns países também produziram projeções mais localizadas para áreas administrativas menores, por exemplo, Estados nos Estados Unidos e Länder na Alemanha.
Vários países produziram as suas projeções climáticas nacionais com comentários e/ou interação com as partes interessadas. Esses esforços de engajamento ajudaram a adaptar as informações climáticas às necessidades das partes interessadas, incluindo o fornecimento de indicadores climáticos específicos do setor, como dias de aquecimento em graus. No passado, os formatos de engajamento incluíam pesquisas, entrevistas, apresentações, workshops e casos de uso. Embora essas interações tenham ajudado não apenas a melhorar a usabilidade das informações climáticas, também fomentaram discussões sobre como usar as informações climáticas em projetos de adaptação. Curiosamente, uma comparação das projeções climáticas britânicas, holandesas e suíças revelou preferências nacionais distintas na forma como as partes interessadas foram engajadas, bem como como os resultados do modelo climático foram condensados e comunicados.

### Exemplos
Mais de 30 países reportaram projeções/cenários climáticos nacionais nas suas mais recentes Comunicações Nacionais à Convenção-Quadro das Nações Unidas para as Alterações Climáticas. Muitos governos europeus também financiaram portais nacionais de informação sobre alterações climáticas.
- Austrália: CCIA[27]
- Califórnia: Cal-Adapt[28]
- Holanda: KNMI'14[29]
- Suíça: CH2011[30] / CH2018[31]
- Reino Unido: UKCP09 / UKCP18[32][33]

Para os países que carecem de recursos adequados para desenvolver as suas próprias projeções de alterações climáticas, organizações como o PNUD ou a FAO patrocinaram o desenvolvimento de projeções e programas nacionais de adaptação (NAPA).

### Aplicações
As projeções climáticas nacionais são amplamente utilizadas para prever os impactos das alterações climáticas numa ampla gama de setores económicos e também para informar estudos e decisões de adaptação às mudanças climáticas. Alguns exemplos incluem:
- Energia[36]
- Água[37]
- Agricultura e silvicultura:[38][39] efeitos das alterações climáticas na agricultura
- Pesca
- Ecossistemas e Biodiversidade:[40] efeitos das alterações climáticas nos oceanos, efeitos das alterações climáticas nos animais terrestres, efeitos das alterações climáticas na biodiversidade vegetal
- Saúde:[41] efeitos das alterações climáticas na saúde humana
- Transporte[42]
- Áreas costeiras[43]
- Turismo[44]
- Seguro[45]
- Infraestrutura[46]
- Cidades e ambientes urbanos[47]
- Risco de desastre[48]
- Migração humana (em muitas nações e relevante para o controlo de fronteiras das nações, políticas de migração e adaptação climática)[49]

### Comparações
Foi realizada uma comparação detalhada entre algumas projeções climáticas nacionais.

## Cenários globais de longo prazo
Em 2021, investigadores que descobriram que projetar os efeitos das emissões de gases de efeito estufa apenas para até 2100, como amplamente praticado na investigação e na formulação de políticas, é míope tendo modelado cenários de alterações climáticas de RCP e os seus efeitos para até 2500.
Ser capaz de reduzir as emissões de gases de efeito de estufa exigirá muitas transições importantes: incluindo a redução maciça de combustíveis fósseis, produção e distribuição de fontes de energia de baixa emissão, mudança para vários outros fornecedores de energia e, talvez o mais importante, conservação de energia e maior eficiência com ela. Se os combustíveis fósseis continuarem a ser queimados e libertados para o meio ambiente, as emissões de GEE serão muito difíceis de reduzir.

## Cenários de mitigação

Cenários de emissões globais de gases de efeito de estufa. Se todos os países cumprirem as suas promessas atuais do Acordo de Paris, o aquecimento médio até 2100 irá muito além da meta do Acordo de Paris de manter o aquecimento "bem abaixo de 2°C"

Cenários de mitigação das alterações climáticas são possíveis futuros em que o aquecimento global é reduzido por ações deliberadas, como uma mudança abrangente para fontes de energia que não sejam combustíveis fósseis. São ações que minimizam as emissões para que as concentrações atmosféricas de gases de efeito de estufa se estabilizem em níveis que restrinjam as consequências adversas das alterações climáticas. A partir desses cenários, possibilita-se a análise dos impactos dos diferentes preços do carbono numa economia dentro do quadro de diferentes níveis de aspirações globais.
Um cenário de mitigação típico é construído selecionando uma meta de longo alcance, como uma concentração atmosférica desejada de dióxido de carbono (
CO2) e, em seguida, ajustando as ações à meta, por exemplo, colocando um limite nas emissões líquidas globais e nacionais de gases de efeito de estufa.
Um aumento da temperatura global em mais de 2°C tornou-se a definição maioritária do que constituiria uma mudança climática intoleravelmente perigosa, com esforços para limitar o aumento da temperatura a 1,5 °C acima dos níveis pré-industriais de acordo com o Acordo de Paris. Alguns cientistas do clima têm cada vez mais a opinião de que o objetivo deve ser uma restauração completa da condição pré-industrial da atmosfera, sob a alegação de que um desvio muito prolongado dessas condições produzirá mudanças irreversíveis.

### Cunhas de estabilização
Uma cunha de estabilização (ou simplesmente "cunha") é uma ação que reduz incrementalmente as emissões projetadas. O nome é derivado da forma triangular da lacuna entre as trajetórias de emissões reduzidas e não reduzidas quando representadas graficamente ao longo do tempo. Por exemplo, uma redução na procura de eletricidade devido ao aumento da eficiência significa que menos eletricidade precisa de ser gerada e, portanto, menos emissões precisam de ser produzidas. O termo tem origem no Jogo de Cunha de Estabilização. Como unidade de referência, uma cunha de estabilização equivale aos seguintes exemplos de iniciativas de mitigação: implantação de duzentos mil aerogeradores de 10 MW; deter completamente o desmatamento e o plantio de 300 milhões de hectares de árvores; o aumento da eficiência energética média de todos os edifícios do mundo em 25%; ou a instalação de instalações de captura e armazenamento de carbono em 800 grandes centrais a carvão. Pacala e Socolow propuseram no seu trabalho, Stabilization Wedges, que sete cunhas devem ser entregues até 2050 – nas tecnologias atuais – parar ter um impacto significativo na mitigação das alterações climáticas. Há, no entanto, fontes que estimam a necessidade de 14 cunhas porque a proposta de Pacala e Socolow só estabilizaria as emissões de dióxido de carbono nos níveis atuais, mas não a concentração atmosférica, que está a aumentar em mais de 2 ppm/ano. Em 2011, Socolow reviu a sua estimativa anterior para nove.

### Níveis alvo deCO2
As contribuições para as alterações climáticas, sejam elas arrefecendo ou aquecendo a Terra, são frequentemente descritas em termos de força radiativa ou desequilíbrio que elas introduzem no orçamento de energia do planeta. Agora e no futuro, acredita-se que o dióxido de carbono antropogénico seja o principal componente dessa força, e a contribuição de outros componentes é frequentemente quantificada em termos de "partes por milhão de dióxido de carbono equivalente" (ppm CO2e), ou o aumento/diminuição nas concentrações de dióxido de carbono que criariam uma forçante radiativa da mesma magnitude.

#### 450 ppm
Os cenários BLUE na publicação Energy Technology Perspectives da AIE de 2008 descrevem caminhos para uma concentração de longo alcance de 450 ppm. Joseph Romm esboçou como atingir esse objetivo através da aplicação de 14 cunhas.
O World Energy Outlook 2008, mencionado acima, também descreve um "450 Policy Scenario", em que os investimentos extras em energia até 2030 somam 9,3 biliões de dólares (US$) acima do Cenário de Referência. O cenário também apresenta, após 2020, a participação de grandes economias como a China e a Índia num esquema global de comércio de emissões a operar inicialmente em países da OCDE e da União Europeia. Também o menos conservador cenário de 450ppm exige uma ampla implantação de emissões negativas, ou seja, a remoção de 
CO2 da atmosfera. De acordo com a Agência Internacional de Energia (AIE) e a OCDE, "Alcançar metas de concentração mais baixas (450ppm) depende significativamente do uso de BECCS ”.

#### 550 ppm
Esta é a meta preconizada (como limite superior) no Relatório Stern. Como aproximadamente uma duplicação dos níveis de CO2 em relação aos tempos pré-industriais, implica um aumento de temperatura de cerca de três graus, de acordo com estimativas convencionais de sensibilidade climática. Pacala e Socolow listam 15 "cunhas", das quais 7 em combinação devem ser suficientes para manter os níveis de CO2 abaixo de 550ppm.
O relatório World Energy Outlook da Agência Internacional de Energia para 2008 descreve um "Cenário de Referência" para o futuro da energia mundial "que não pressupõe novas políticas governamentais além daquelas já adotadas em meados de 2008", e depois um "550 Policy Scenario" no qual outras políticas são adotadas, uma mistura de "sistemas de cap-and-trade, acordos setoriais e medidas nacionais". No Cenário de Referência, entre 2006 e 2030 o mundo investe 26,3 biliões de dólares (US$) em infraestrutura de fornecimento de energia; no 550 Policy Scenario, mais 4,1 biliões de dólares (US$) são gastos neste período, principalmente em aumentos de eficiência que proporcionam economia de custos de combustível de mais de 7 biliões de dólares (US$).

### Outros gases de efeito estufa
As concentrações de gases de efeito de estufa são agregadas em termos de equivalente de dióxido de carbono. Alguns cenários de mitigação multigás foram modelados por Meinshausen et al.

#### Como foco de curto prazo
Num artigo de 2000, Hansen argumentou que o aumento de 0,75°C da temperatura média global nos últimos 100 anos foi impulsionado principalmente por gases de efeito de estufa que não o dióxido de carbono, uma vez que o aquecimento devido ao CO2 havia sido compensado pelo arrefecimento devido aos aerossóis, implicando a viabilidade de uma estratégia inicialmente baseada em torno de reduzir as emissões de gases de efeito estufa não CO2 e de carbono negro, concentrando-se no CO2 apenas no longo prazo.
Isso também foi argumentado por Veerabhadran Ramanathan e Jessica Seddon Wallack na Foreign Affairs de setembro/outubro de 2009.